# Piccolo mondo moderno
Piccolo mondo moderno è un romanzo scritto da Antonio Fogazzaro nel 1901.

## Contenuti
In questa seconda opera della tetralogia che comprende anche Piccolo mondo antico, Il Santo e Leila, Fogazzaro inizia il percorso di analisi del conflitto fra senso del dovere borghese e spirito di ribellione alla morale imperante in provincia. Uno spaccato della società post risorgimentale attraverso le vicende del protagonista, Piero Maironi, e della sua famiglia. "Villa Diedo", nel romanzo abitata da Jeanne Dessalle e dal fratello Carlino, è identificabile nella Villa Valmarana "Ai Nani" di Vicenza. La località di Vena di Fonte Alta è identificata con Tonezza del Cimone.

## Trama
L'autore riprende la storia di Franco e Luisa da dove l'aveva lasciata e racconta la storia del figlio Piero alle prese con i propri dissidi interiori, tra i doveri di sindaco borghese, le passioni terrene per Jeanne e la chiamata ad una vita donata per i poveri e per Dio.
Il romanzo comincia con la ricerca di un uovo in casa della marchesa Nene Scremin, suocera di Piero, che ne ha sposato la figlia Elisa. Dopo il matrimonio Elisa si ammala e viene ricoverata in un ospedale psichiatrico.
Piero, diventato sindaco del paese dopo qualche resistenza, incontra Jeanne Dessalle e se ne innamora, ricambiato. I due hanno un rapporto conflittuale, a causa di questioni etiche e religiose, perché Piero non condivide le idee di Jeanne e viceversa. Quando, a Vena di Fonte Alta, si sta per arrivare ad una risoluzione di questi problemi, arriva una lettera della marchesa Nene. Nella lettera si annuncia che Elisa era guarita e che voleva vedere i genitori, il marito e don Giuseppe Flores, un prete amico di Piero. 
Piero, senza esitare, si reca all'ospedale psichiatrico dov'è ricoverata la moglie. Lì incontra i marchesi e don Giuseppe. Dopo essersi riappacificato con loro, parla con Elisa. La sera stessa Elisa muore. Viene seppellita in Valsolda vicino alla madre, allo zio e alla sorella di Piero 
Dopo la sepoltura di Elisa, Piero fugge e nessuno riesce a trovarlo.

## Personaggi principali

### Piero Maironi
È il figlio di Franco e Luisa. Dopo la morte dei genitori, la marchesa Orsola Maironi, la nonna di Franco, lo affida ai suoi parenti Scremin, che lo hanno cresciuto e lo fanno vivere in una parte del loro palazzo. Piero ha perso la fede, nonostante nel romanzo successivo sia profondamente religioso. 

### Jeanne Dessalle
È una ricca signora. Ha divorziato dal marito perché questi la picchiava e la trattava male. È scettica e non condivide le idee di Piero, cosa che causa non poche incomprensioni tra i due 

### Marchesa Nene Scremin
È la suocera di Piero e la madre di Elisa. Vuole molto bene alla figlia e pensa di essere l'unica persona a conoscerla veramente. Disapprova il comportamento di Piero e Jeanne perché contrario ai suoi principi e alla morale.

### Don Giuseppe Flores
È un prete amico di Piero. Quando, all'inizio del racconto, Piero gli parla di Jeanne, gli consiglia di non rivederla più. Disapprova Piero e Jeanne.

### Carlino Dessalle
È il fratello di Jeanne. È molto affezionato alla sorella, ma disapprova il rapporto tra lei e Piero.

### Elisa Scremin
È la moglie di Piero. È stata rinchiusa in un ospedale psichiatrico poco tempo dopo il matrimonio. Quando guarisce mentalmente, le sue condizioni fisiche si aggravano rapidamente e muore. 

## Edizioni
- Antonio Fogazzaro, Piccolo mondo moderno, Hoepli, 1901.
- Antonio Fogazzaro, Piccolo mondo moderno, a cura di Piero Nardi (1930), introduzione di Anna Dolfi (1982), con uno scritto di Guido Piovene (1984), Mondadori, 1930, ISBN 978-88-11-36399-6.
- Antonio Fogazzaro, Piccolo mondo moderno, prefazione di Stefano Jacomuzzi, SEI, 1989, ISBN 88-05-05090-3.
- Antonio Fogazzaro, Piccolo mondo moderno, introduzione di Mario Santoro, Garzanti, 1990, ISBN 978-88-11-36399-6.
- Antonio Fogazzaro, Piccolo mondo moderno, prefazione di Alberto Melloni, BUR, 2011, ISBN 978-88-17-04633-6.
- Antonio Fogazzaro, Piccolo mondo moderno, a cura di Roberto Randaccio, introduzione di Daniela Marchesci, Marsilio, 2011, ISBN 978-88-317-1144-9.